# Vivendi Games
 (octobre 2019).
Si vous disposez d'ouvrages ou d'articles de référence ou si vous connaissez des sites web de qualité traitant du thème abordé ici, merci de compléter l'article en donnant les références utiles à sa vérifiabilité et en les liant à la section « Notes et références ».
Vivendi Games (anciennement Vivendi Universal Games) était une société américaine, filiale du groupe français Vivendi, qui développait, éditait, et publiait des jeux vidéo. Créée en 2001 par fusion des entités jeux vidéo de Vivendi et de Seagram, elle était située à Los Angeles, et comprenait plus de 3 400 employés répartis dans 4 divisions de développement distinctes. Son président au moment de la disparition est Robert Kotick. L'entreprise était sur le devant de la scène des abonnements basés sur les jeux en ligne massivement multijoueur.
Vivendi Games possédait les droits de plusieurs franchises populaires, telles Warcraft, StarCraft, Diablo, World of Warcraft (toutes développées par Blizzard Entertainment), Empire Earth, Leisure Suit Larry, Ground Control, Tribes, Crash Bandicoot et Spyro the Dragon.
En 2008, Vivendi Games fusionne avec Activision et devient Activision Blizzard.

## Histoire
CUC International, conglomérat américain, se porte acquéreur en 1996 de Sierra Entertainment et de Blizzard Entertainment et les rassemble sous une entité jeux vidéo nommée CUC Software. Knowledge Adventure (Adiboo) est racheté en 1997, puis CUC International fusionne en 1997 avec HFS Corporation pour former Cendant Software. À la suite d'une affaire de fraude comptable, les divisions logicielles du groupe sont vendues en 1998 à l’éditeur Havas (présent également dans la littérature), qui les regroupe sous le nom de Havas Interactive. 
En 2000, Vivendi, qui a racheté Havas, prend le contrôle de Seagram, qui possède, outre Universal Music Group et les studios Universal, une division jeux vidéo, Universal Interactive. Le nouveau groupe ainsi formé, Vivendi Universal, renomme en mai 2001 Havas en Vivendi Universal Publishing, et regroupe les activités d'Universal Interactive et de Havas Interactive au sein d'une nouvelle entité jeux vidéo, nommée Vivendi Universal Interactive Publishing. VUIP devient Vivendi Universal Games quelques mois plus tard, puis est séparé de Vivendi Universal Publishing en 2003, lors de la vente de celle-ci par Vivendi, qui conserve les jeux vidéo.
En 2004, Vivendi Universal Games vend Knowledge Adventure, et en 2005, Coktel Vision. En 2006, lorsque Vivendi Universal se renomme Vivendi SA, Vivendi Universal Games fait de même, pour devenir Vivendi Games. Le logo Vivendi Universal Games fut utilisé de 2002 à mai 2006.
En 2006, Vivendi Games crée une division spécialisée dans les jeux sur téléphone mobile, Vivendi Games Mobile.
En 2008, Vivendi Games fusionne avec Activision. Vivendi est propriétaire à 61 % de la nouvelle entité, nommée Activision Blizzard.
En 2013, Vivendi Games cède 85 % de ses actions Activision pour 8,2 milliards de dollars puis sera amené à dégraisser ses parts au fur et à mesure jusqu'à tout revendre en  janvier 2016.

## Divisions
- Blizzard Entertainment, spécialisé dans les jeux en ligne multijoueurs, les jeux sur Windows et Mac OS X.
  - Swingin' Ape Studios est une filiale de Blizzard Studios.
- Sierra Entertainment, spécialisé dans les jeux consoles et PC, ses productions visent le grand public, et sont souvent basées sur des franchises cinématographiques ou musicales. Sierra profite en cela des liens avec NBC Universal et Universal Music Group, autres filiales du Groupe Vivendi.
  - Coktel Vision, Radical Entertainment, Massive Entertainment, High Moon Studios et Swordfish Studios, filiales de Sierra Games.
    - GAMMA Attractions est une fillale éditrice de jeux vidéo de Ubisoft Vancouver, Sierra Games et Beenox réunis
- Sierra On-Line, éditeur de jeux d'arcades pour PC.
  - Secret Lair Studios et Studio Ch'in sont des filiales de Sierra On Line.
- Black Label Games, créée en 2002.
- Knowledge Adventure
- Vivendi Games Mobile (VGM), éditeur de jeux pour téléphone mobile.
  - Centerscore est une filiale de VGM.

## Anciennes propriétés intellectuelles
- Half-Life[réf. nécessaire] (jusqu'en 2005)
- Warcraft
- StarCraft
- Diablo
- World of Warcraft
- Crash Bandicoot
- Spyro le dragon
- Empire Earth
- Leisure Suit Larry
- Ground Control
- Tribes
- Call of Duty[réf. nécessaire]